# Stomphastis conflua
Stomphastis conflua là một loài bướm đêm thuộc họ Gracillariidae. Nó được tìm thấy ở Cộng hòa Síp, the Kavkaz, Israel, the Palestinian Territory, Ả Rập Xê Út, Jordan, Ai Cập, Zimbabwe, Nigeria, Sudan, Mozambique và Nam Phi.
Ấu trùng ăn Ricinus communis. Chúng ăn lá nơi chúng làm tổ.